# Paronymum
Paronyma (podobnost, z řeckého παρά – blízko a όνομα – jméno) jsou slova graficky nebo fónicky podobná, avšak významově zcela odlišná. Existence uvedených dvojic způsobuje možnost záměny slov. Jde o jev blízký homonymii a využívá se ho v uměleckém stylu, v publicistickém stylu, ale i ve slovních hříčkách. Mezijazyková homonyma a paronyma se nazývají falešní přátelé.

## Příklady v češtině

### Domácí slova
- holt – hold
- letní – lední
- polepit – popelit; popelení – polepení
- povědomí – podvědomí
- skolit – školit
- vzteklý – steklý

### Slova cizího původu
- bojler – brojler
- gramatický – dramatický
- kalumet – kulomet
- kánon – kanón
- konverzace – konzervace
- kór – kord
- magazín – magacín
- organismus – orgasmus
- renesanční – resonanční
- suterén – suverén
- totální – totalitní

## Užití
Paronyma se v literatuře a zábavných vystoupeních používají jako humorný (humoristický) výrazový prostředek. Bohatě jsou užívána např. v knihách Lea Rostena o Hymanu Kaplanovi.
Mimo tuto oblast je v Česku mediálně známá záměna výrazů brojler – bojler v projevu komunistického politika Miloše Jakeše na Červeném Hrádku v roce 1989. v praxi jsou časté hlavně případy přeřeknutí nebo záměny podobně znějících slov u termínů cizího původu, což je i příklad zmíněného brojlera.